# Messenblok

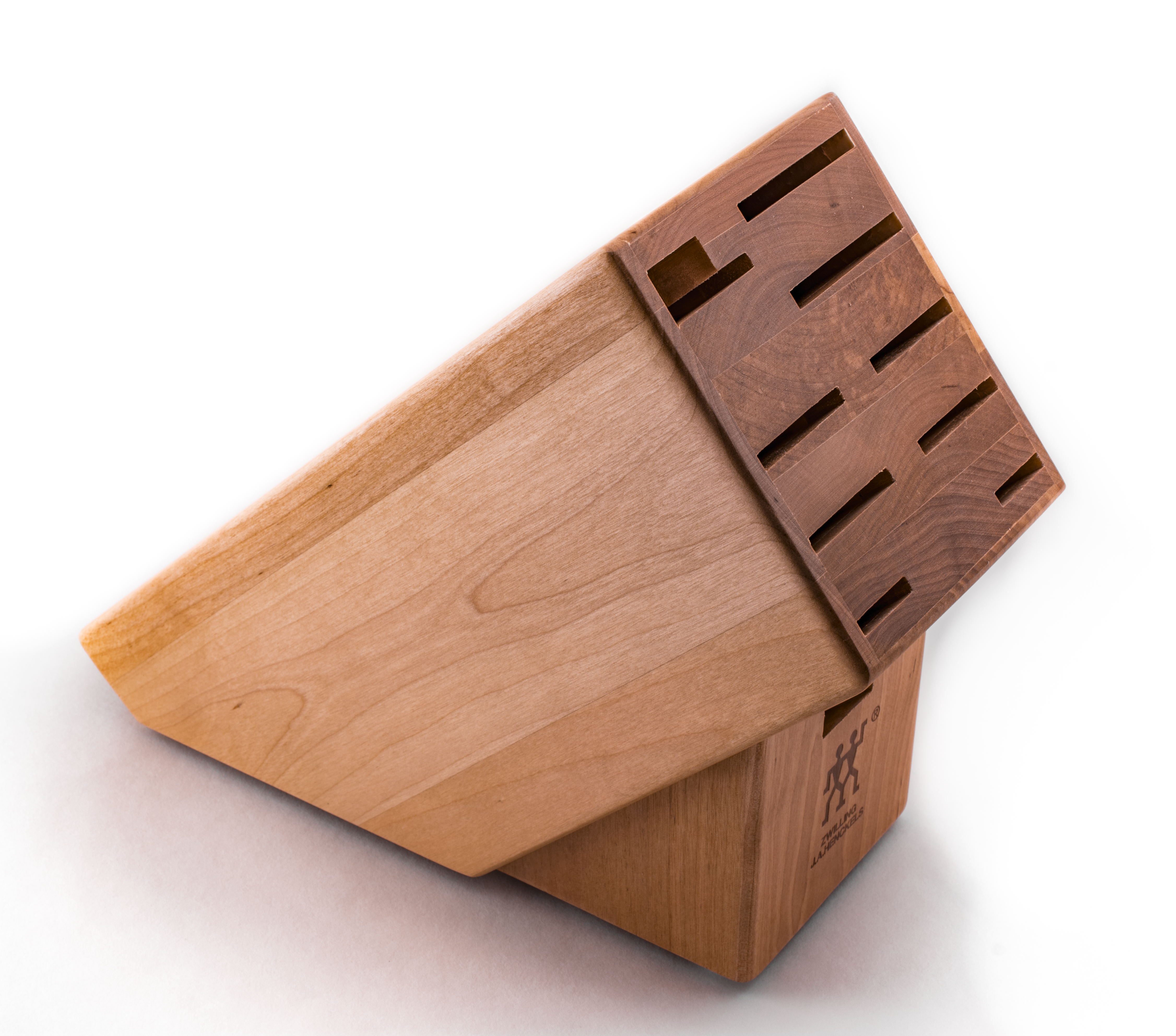
Een messenblok van hout

Een messenblok is een houten of kunststof blok, dat op het aanrecht in de keuken kan worden geplaatst, om de messen in te bewaren. Het idee is, dat de messen daarmee op een veilige manier kunnen worden bewaard, zonder dat ze bot worden, zoals in een keukenla. Het probleem van een messenblok is alleen de hygiëne, omdat de sleuven waar de messen in staan nauwelijks schoon te houden zijn.